# Kadmiumpigment

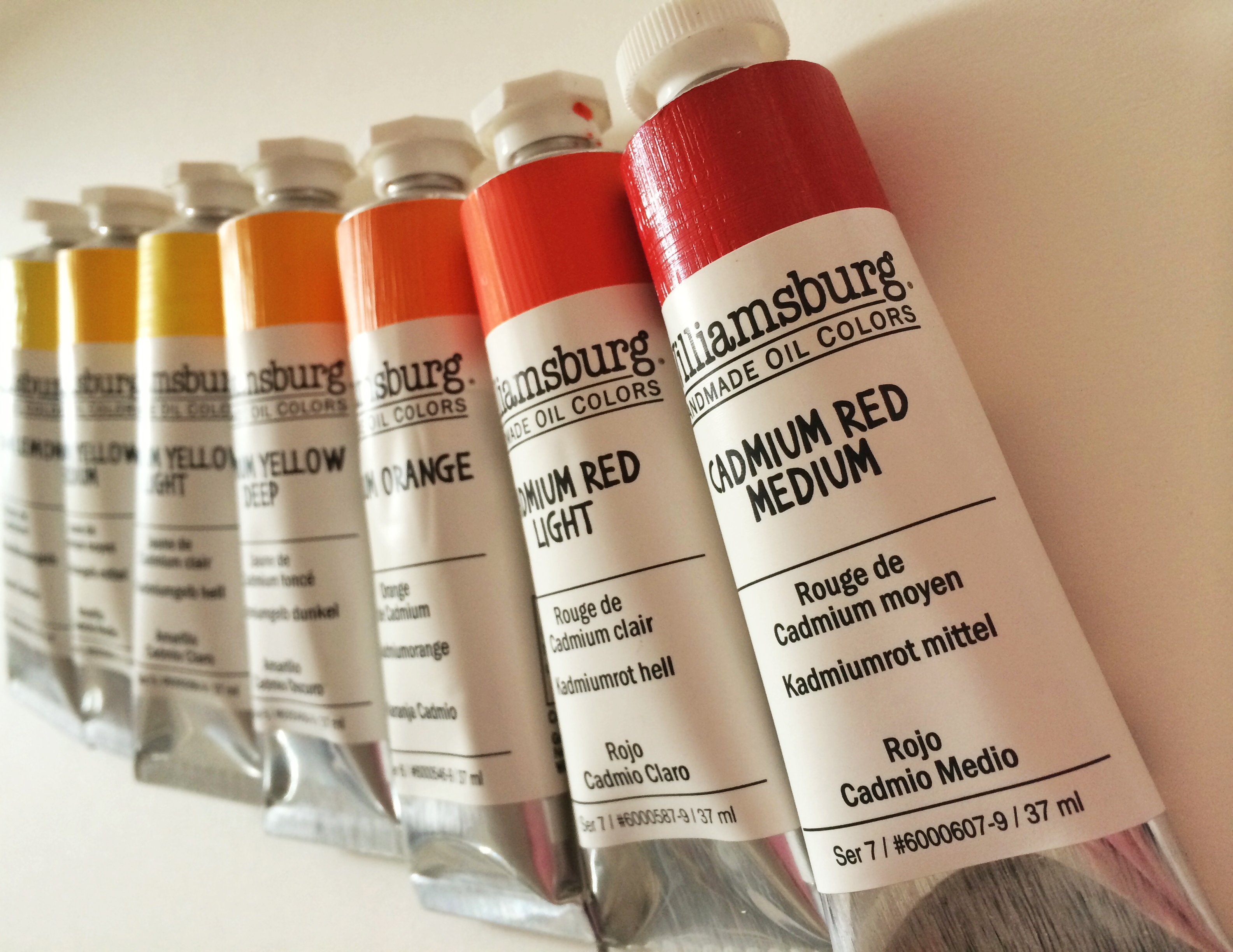
Oljefärger med kadmiumpigment.

Kadmiumpigment är ett antal pigment bland annat använda i "kadmiumfärger" med kulörer från citrongult till rött. Användningen har dock begränsats av deras giftighet.

## Historia
Friedrich Stromeyer upptäckte kadmium 1817 och rekommenderade ett par år senare kadmiumsulfid (kadmiumgult) som ett lämpligt pigment. Det var dock först under 1840-talet som detta blev tillgängligt för målarfärger.
Kadmiumrött, liksom kadmiumorange, utvecklades av tyska kemister i slutet av 1800-talet. Första patentet togs 1892 men det var först kring 1910 som det kom ut på marknaden i konstnärsfärger.
I målningar gjorda fram till början av 1920-talet har kadmiumpigment visat sig ha dålig beständighet. En betydande mekanism är oxidering av kadmiumsulfid, CdS, till kadmiumsulfat, CdSO4, som leder till ytterligare reaktioner med omgivningen. Under 1920-talet hittade man dock en metod att framställa stabilare, kristalliserade pigment genom kalcinering, glödgning, vilket ökade beständigheten avsevärt.

## Användning

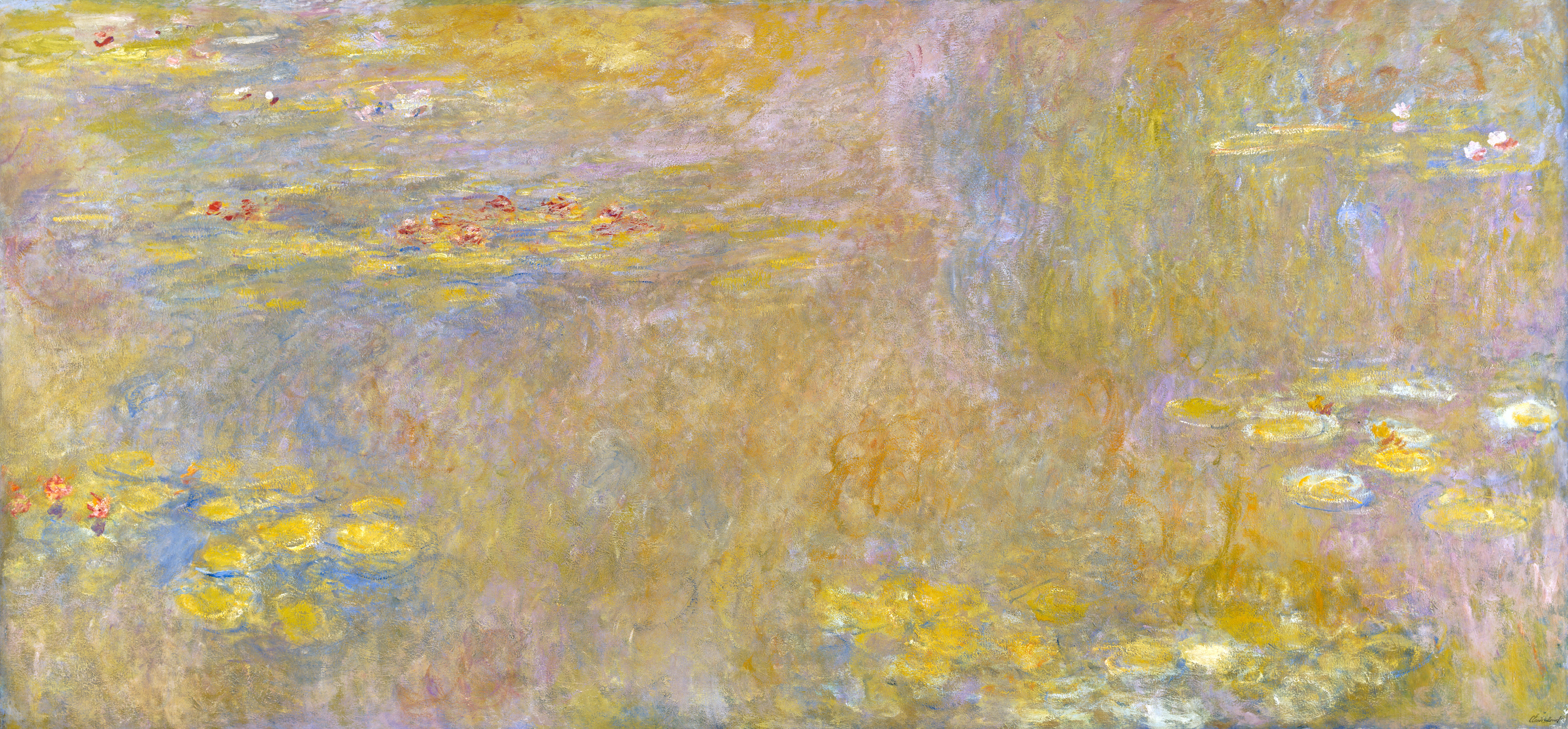
Näckrosor (efter 1916).
Claude Monet använde bland annat kadmiumgult för denna oljemålning.

Kadmiumpigmenten är ofta starka och klara, har relativt bra täckförmåga, halvopaka, och är ljus- och luftäkta, egenskaper gjorde dem populära inom konstmåleriet. Inom byggnadsmåleriet har de aldrig använts mycket, eftersom de både är dyra och giftiga.
Kadmiumpigmentens tålighet har gjort att de länge använts för infärgning av glas, där de kan ge allt från gul till vinröd färg, beroende på pigmentblandning.

### Giftighet begränsar användning
Kadmiumpigment är giftiga, cancerframkallande och miljöfarliga.
Sedan 1973 får kadmiumpigment i Sverige endast användas i konstnärsfärger. Färgrester av kadmiumfärg bör lämnas in till en miljöstation och märkas med "Kadmiumhaltigt avfall".
Anledningen till att man trots giftigheten fortfarande använder färger med kadmium är att deras egenskaper är svåra att få fram med andra pigment. Det finns ändå många substitut på marknaden, med namn som t.ex. "Cadmium-Free Yellow", eller "Cadmium Yellow (hue)", där "hue" indikerar att det inte rör sig om en egentlig kadmiumfärg, utan endast en efterliknad nyans. För gula nyanser kan bensimidazolonpigment, såsom exempelvis C.I. Pigment Yellow 154, vara bra, ljusäkta alternativ, om än inte med samma täckförmåga. Vid höga krav på tålighet, till exempel vid infärgning av plast, glas eller keramik, kan så kallade komplexa oorganiska pigment vara lämpliga ersättare för gula eller gulorangea nyanser, så länge det inte krävs alltför starka färger.

## Litoponer
Ett sätt att göra kadmiumfärgerna billigare är att tillsätta bariumsulfat som fyllningsmedel. Dessa innehåller ofta upp till 60% bariumsulfat och kallas för litoponer, till skillnad från koncentrerade eller rena färger. Det ger dock sämre färgstyrka och färgmättnad. Det rekommenderas att färger med mer än en viss andel bariumsulfat betecknas med tillägget " :1 ", till exempel "C.I. Pigment Yellow 37:1".

## Kadmiumgult

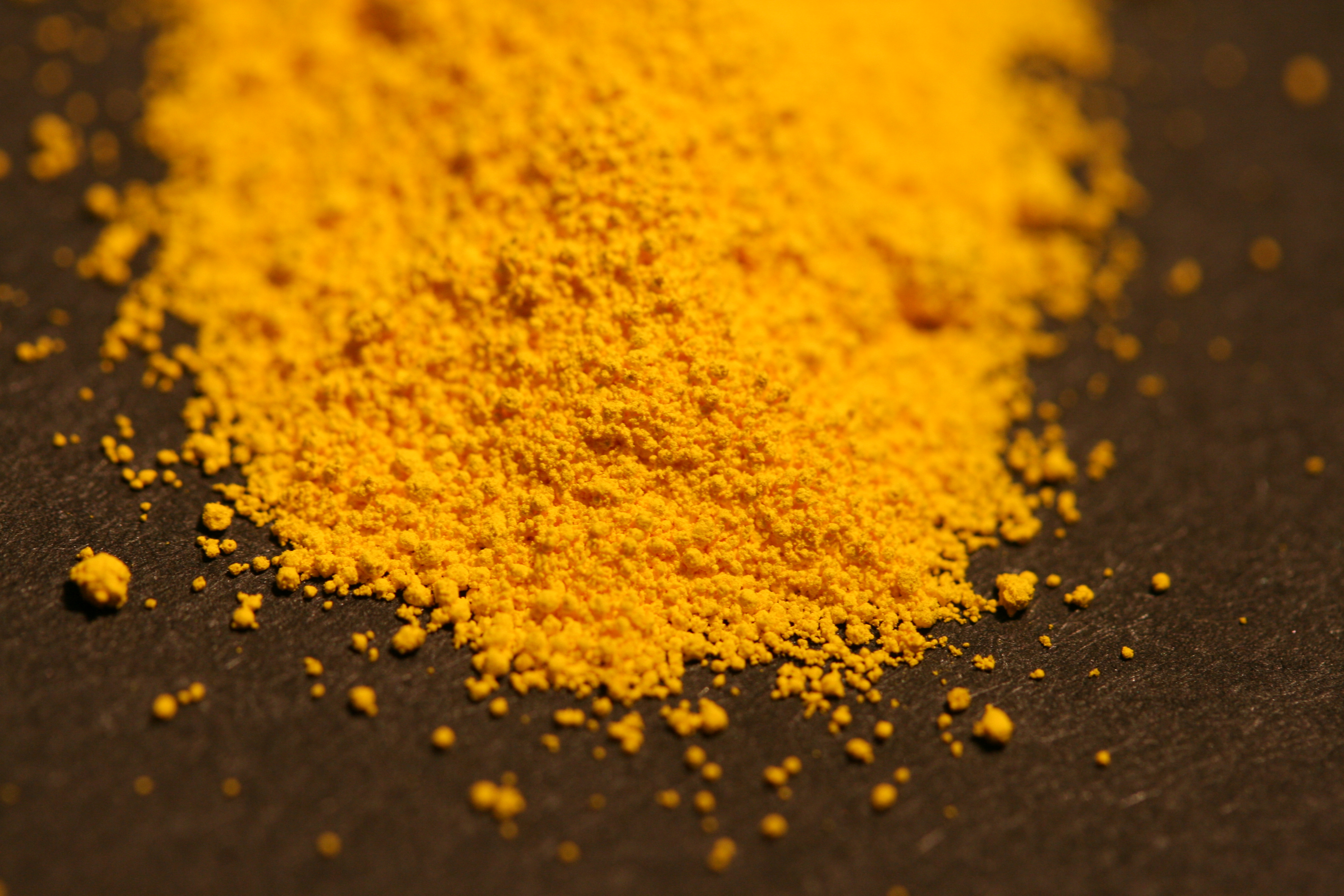
Kadmiumsulfid,
C.I. Pigment Yellow 37

Kadmiumsulfid, CdS, är kadmiumpigmentens bas. Den goda täckförmågan hos kadmiumgult skiljer det från många andra gula pigment. Kadmiumsulfid finns i naturen som mineralet greenockit. Kadmiumsulfid är även en halvledare.

### C.I. Pigment Yellow 35
Kadmiumzinksulfid, (Cd,Zn)S, är en fast lösning av kadmiumsulfid och zinksulfid. Denna form av kadmiumgult har i den internationella pigmentdatabasen Colour Index beteckningen C.I. Pigment Yellow 35 (77205). Tillägget av zinksulfid ger ett ljusare kadmiumgult pigment som drar mer åt grönt.

### C.I. Pigment Yellow 37
Ren kadmiumsulfid, CdS, C.I. Pigment Yellow 37 (77199), har ofta en varmt orangetonad gul färg, men den kan också framställas i en grönaktigt gul ton.
Kadmiumsulfid är kalkäkta.

## Kadmiumrött och -orange

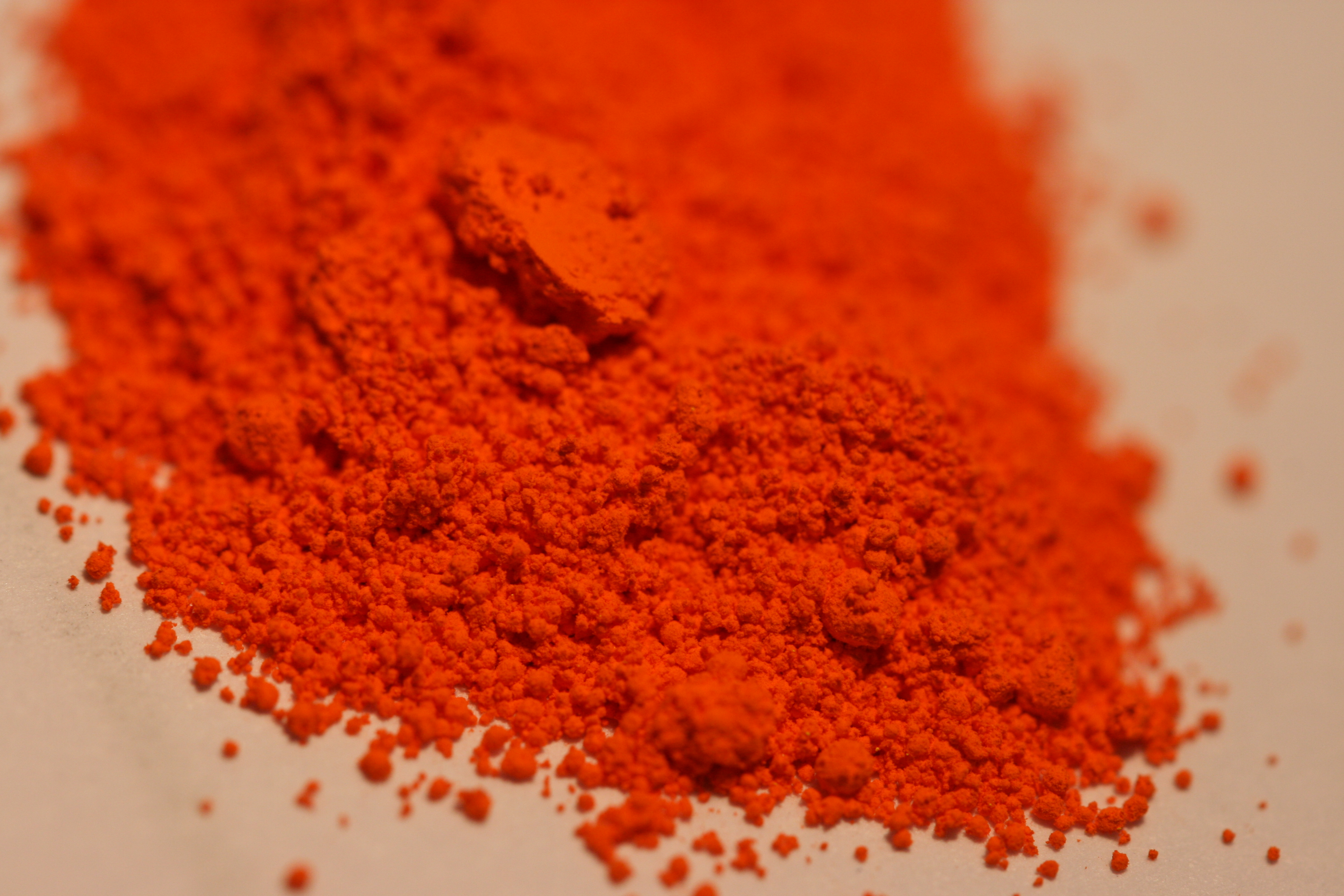
Kadmiumorange

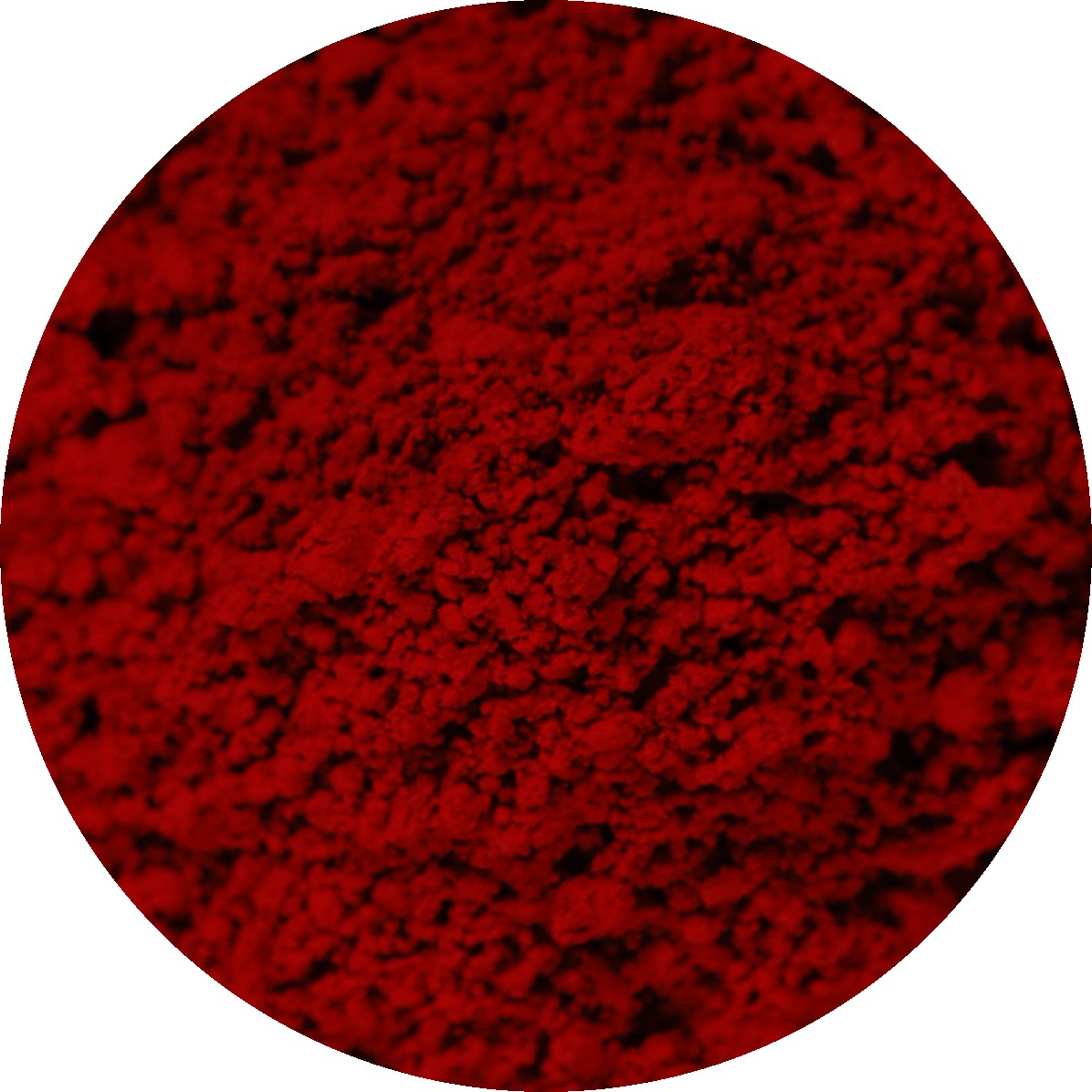
Kadmiumrött,
C.I. Pigment Red 108

Genom att lägga till kadmiumselenid, CdSe, till kadmiumsulfidpigmentet (PY37), fås en röd färg. Det bildar en fast lösning, kadmiumselenosulfid, som kan skrivas Cd(S,Se) eller CdS.CdSe. Med justering av andelen kadmiumselenid kan man få allt från gulorange till vinröd kulör.
Ett ytterligare sätt att minska kostnaderna för dessa pigment, förutom tillsättning av bariumsulfat, har varit att använda kvicksilversulfid, som minskar åtgången av kadmium och gör att selen inte behövs, dock med försämrad förmåga att klara av värme och ljus. Kvicksilver är därtill mycket giftigt.

### Kadmiumorange
- C.I. Pigment Orange 20 (77202) – Det vanliga kadmiumorange, innehåller, utöver kadmiumsulfid, i allmänhet upp till 10 % kadmiumselenid.

- C.I. Pigment Orange 23 (77201) – Kadmiumorange där man tillsatt kvicksilversulfid i kadmiumsulfiden.

### Kadmiumrött
- C.I. Pigment Red 108 (77202, 77196) – Det vanliga kadmiumrött,  innehåller, utöver kadmiumsulfid, i allmänhet över 10 % kadmiumselenid.

- C.I. Pigment Red 113 (77201) – Kadmiumrött där man tillsatt kvicksilversulfid i kadmiumsulfiden.

| Pigment Yellow 35   | 77205        | kadmiumzinksulfid                              |
| Pigment Yellow 35:1 | 77205:1      | kadmiumzinksulfid, bariumsulfat                |
| Pigment Yellow 37   | 77199        | kadmiumsulfid                                  |
| Pigment Yellow 37:1 | 77199:1      | kadmiumsulfid, bariumsulfat                    |
| Pigment Orange 20   | 77202        | kadmiumselenosulfid                            |
| Pigment Orange 20:1 | 77202:1      | kadmiumselenosulfid, bariumsulfat              |
| Pigment Orange 23   | 77201        | kadmiumsulfid, kvicksilversulfid               |
| Pigment Orange 23:1 | 77201:1      | kadmiumsulfid, kvicksilversulfid, bariumsulfat |
| Pigment Red 108     | 77202, 77196 | kadmiumselenosulfid                            |
| Pigment Red 108:1   | 77202:1      | kadmiumselenosulfid, bariumsulfat              |
| Pigment Red 113     | 77201        | kadmiumsulfid, kvicksilversulfid               |
| Pigment Red 113:1   | 77201:1      | kadmiumsulfid, kvicksilversulfid, bariumsulfat |